# Loreley 2008
De Dvd Loreley, Live Open Air Concert 2008 is een concertregistratie van een concert van het Duitse Tangerine Dream. Het concert werd gegeven in het kader van de Night of the Prog versie 2008, dat plaatsvond aan de voet van Loreley in Sankt Goarshausen. TD speelde na Isildurs Bane en voor Klaus Schulze en Lisa Gerrard, zie Rheingold. Zoals gebruikelijk bij deze band voor elektronische muziek is de podiumpresentatie statisch, op Iris Camma na, die heftige mimiek vertoont.

## Musici
- Edgar Froese, Thorsten Quaeschning – synthesizers of soortgelijke instrumenten;
- Iris Camaa- percussie;
- Linda Spa – saxofoon, toetsen;
- Bernhard Beibl - gitaar .

## Tracks
1. One night in space
2. Boat to China
3. Lady Monk
4. Hyperborea deel 2
5. Bells of Accra
6. Cinnamon road
7. Leviathan
8. Red sphinx lightning
9. Tangram 2008, deel 1
10. Lily on the beach
11. Warsaw in the sun
12. Girl on the stairs
13. Storm seekers
14. Fire on the mountain
15. Modesty and greed
16. Ayumi’s butterflies
17. Stratosfear 95

- Als extra is toegevoegd een sfeerbeeld voor het concert met soundcheck etc.